# Falling into Infinity
Falling into Infinity é o quarto álbum de estúdio da banda estadunidense de metal progressivo Dream Theater, lançado em 1997. Ele foi gravado em 1997 no Avatar Studios em Nova Iorque, um retorno em relação ao seu lançamento anterior, A Change of Seasons, que teve apenas uma faixa gravada fora do Avatar Studios (a faixa-título, gravada ao vivo no Ronnie Scott's Jazz Club, em Londres). O álbum teve uma reposta muito menos favorável que Awake embora, em parte, tentasse dar continuidade ao som deste. Também é o último álbum de estúdio com a participação do tecladista Derek Sherinian. O limitado alcance vocal de James LaBrie, que teve uma ruptura de cordas vocais, é perceptível no álbum, onde a maioria das músicas é cantada na região mais grave, em contraste com os discos anteriores, onde muitas passagens agudas eram ouvidas.

## História
Apesar do relativo sucesso de Awake, a banda não estava totalmente satisfeita com a sonoridade mais sombria, o que resultou no retorno a Nova Iorque para a gravação de um novo álbum. A gravadora pressionou a banda para escrever um álbum mais comercial, fato que contrariou os membros da banda. Originalmente ele deveria ser um álbum duplo de 140 minutos, mas a gravadora se recusou a lançar tal álbum e chegou a recrutar o compositor e produtor Desmond Child para ajudar a banda a reescrever "You or Me", que se tornou "You Not Me", com letra e refrão alterados e um solo de guitarra mais curto. "You Not Me", entretanto, ainda retém uma referência musical à canção "Raise the Knife", que deveria estar no álbum — tal referência é encontrada na linha melódica do teclado na segunda metade da música.
Insatisfeitos com a interferência da gravadora, Falling into Infinity foi o último álbum a contar com um produtor tradicional. Os álbuns subsequentes foram produzidos internamente por Mike Portnoy e John Petrucci. O álbum também é o único do Dream Theater a não ter o logotipo estilizado do nome da banda, por causa da recusa do artista gráfico Storm Thorgerson em trabalhar com fontes criadas por outros artistas — além desse, só o When Dream and Day Unite, o primeiro álbum da banda, e Once in a LIVEtime, álbum ao vivo, não contém o logotipo estilizado na capa.

## Faixas
| N.º | Título                | Letras                       | Duração |  |
| 1.  | "New Millenium"       | Mike Portnoy                 | 8:20    |  |
| 2.  | "You Not Me"          | John Petrucci, Desmond Child | 4:58    |  |
| 3.  | "Peruvian Skies"      | Petrucci                     | 6:43    |  |
| 4.  | "Hollow Years"        | Petrucci                     | 5:53    |  |
| 5.  | "Burning My Soul"     | Portnoy                      | 5:29    |  |
| 6.  | "Hell's Kitchen"      | (instrumental)               | 4:16    |  |
| 7.  | "Lines in the Sand"   | Petrucci                     | 12:05   |  |
| 8.  | "Take Away My Pain"   | Petrucci                     | 6:03    |  |
| 9.  | "Just Let Me Breathe" | Portnoy                      | 5:28    |  |
| 10. | "Anna Lee"            | James LaBrie                 | 5:51    |  |
| 11. | "Trial of Tears"      | John Myung                   | 13:07   |  |

## Integrantes
- Mike Portnoy – bateria
- John Petrucci – guitarra
- Derek Sherinian – teclado
- James LaBrie – vocal
- John Myung – baixo